# Водонапорная башня (Глухов)
Водонапорная башня в Глухове (укр. Башта водогону) — памятник архитектуры местного значения, охранный номер которого 112—См. Одно из главных выдающихся сооружений города Глухова Сумской области. Башня была построена в 20-е годы XX века, однако, несмотря на свой молодой возраст по сравнению с другими достопримечательностями города, она является символом Глухова. Водонапорную башню видно за десятки километров от города.

## История

Фото бригады строителей башни (1928 год)

Проект городского водопровода был разработан в 1910 году харьковским архитектором Иосифом Лазаревым. К тому времени жители Глухова брали воду из реки и озёр, которые были многоводными и с чистой водой.
Построена каменная башня в 1929 году архитектором Розановым с бригадой на месте, где в XVIII веке находились Путивльские ворота Глуховской крепости. Она предназначалась для чисто технических или, точнее, хозяйственных нужд, но использовалась даже как общегородской информационный щит и пожарная башня.
В 2003—2004 годах башня была реставрирована.

## Описание

Схематическое изображение башни

Водонапорная башня находится между главными вертикалями древнего Глухова — Николаевской и Трёх-Анастасиевской церквами, на противоположной от Института лубяных культур стороне по улице Терещенко под номером № 40, недалеко от дома, где родился М. Терещенко.
Сооружение построено в 1929 году, когда гражданские инженеры не разбирались в архитектурных стилях, — с множеством декоративных элементов отделки. По этому создали её в уникальной нетрадиционной для своего времени архитектурной манере: круглый конусообразный ствол с легкой лекальной кривизной, которая придаёт инженерному сооружению художественного образа, в верхней части мягко, с плавным изгибом, переходит в расширенный двухъярусный цилиндр с прямоугольными оконными проёмами по всему периметру, а по высоте — двумя широкими плоскими «обручамы». Цилиндрический объём завершается карнизом с большими кручениями. Конусная крыша башни переходит в острую причудливую башенку, несущую два уровня горизонтальных зонтиков, образованных большими свесами кровли. Под нижним уровнем зонтов, над водопроводным баком, находится смотровая площадка, с которой открываются замечательные виды на город и его живописные окрестности. Под вторым уровнем многоярусной надстройки установлены часы с мелодичным боем. Завершается башня металлическим шпилем. Общая высота башни составляет 41 метр, ёмкость бака — 120 тонн, а его объём — 360 м³.
Пластику архитектурных форм башни видно за много километров от города. Сейчас водонапорная башня является настоящим доминантом Глухова и визитной карточкой города. После реставрации, она стала популярным экскурсионным объектом. В ней внизу размещена небольшая экспозиция (музей), а силуэт самой башни является неизменной эмблемой Глухова.

## Интересные факты
- Главной изюминкой башни является внутренняя винтовая лестница, количество ступеней которой составляет 186 штук.